# گربه‌ماهی سرزرد
گربه‌ماهی سرزرد (نام علمی: Tachysurus fulvidraco) نام یک گونه از تیره کیسه‌ماهیان است.